# Alf Lie
Alf Lie, född 10 april 1887, död 22 mars 1969, var en norsk gymnast.
Lie tävlade för Norge vid olympiska sommarspelen 1912 i Stockholm, där han var med och tog guld i lagtävlingen i fritt system. Hans bror, Rolf Lie, var också en del av det guldvinnande laget.